# Valle del Río Grande
El valle del Río Grande  (en inglés: Rio Grande Valley) o el valle del Río Grande bajo, informalmente llamado el valle, es una zona situada en el extremo sur de Texas. Se encuentra a lo largo de la orilla norte del río Bravo, que separa México de Estados Unidos.
El valle del Río Grande no es exactamente un valle, sino un delta o llanura de inundación que contiene muchos lagos de herradura o lagunas formadas a partir de la influencia de los cursos del Río Grande. A principios del siglo XX los promotores inmobiliarios, tratando de sacar provecho de la tierra no reclamada, utilizaron el nombre de Magic Valley (valle mágico) para atraer a los colonos y como un atractivo para los inversores. Muchos hispanos del área lo conocen simplemente como el valle.